# Leucoagaricus croceovelutinus
Leucoagaricus croceovelutinus är en svampart som beskrevs av Bon 1976. Leucoagaricus croceovelutinus ingår i släktet Leucoagaricus och familjen Agaricaceae.  Artens status i Sverige är: Ej påträffad. Inga underarter finns listade i Catalogue of Life.